# Olivier Beretta
Olivier Beretta, monaški dirkač Formule 1, * 23. november 1969, Monte Carlo, Monako.
Olivier Beretta je upokojeni monaški dirkač Formule 1. V svoji karieri je nastopil le na prvih desetih dirkah v Formula 1 sezona 1994, ko je ob kar šestih odstopih dosegel sedmo mesto na Veliki nagradi Nemčije, osmo mesto na Veliki nagradi Monaka, deveto mesto na Veliki nagradi Madžarske in štirinajsto mesto na Veliki nagradi Velike Britanije.

## Popolni rezultati Formule 1
(legenda) (odebeljene dirke pomenijo najboljši štartni položaj, poševne pa najhitrejši krog, †-uvrščen kljub odstopu)
| Leto | Moštvo               | Šasija         | Motor   | 1       | 2       | 3       | 4     | 5       | 6       | 7       | 8     | 9     | 10    | 11  | 12  | 13  | 14 | 15  | 16  | Prv | Toč |
| ---- | -------------------- | -------------- | ------- | ------- | ------- | ------- | ----- | ------- | ------- | ------- | ----- | ----- | ----- | --- | --- | --- | -- | --- | --- | --- | --- |
| 1994 | Tourtel Larrousse F1 | Larrousse LH94 | Ford V8 | BRA Ret | PAC Ret | SMR Ret | MON 8 | ŠPA Ret | KAN Ret | FRA Ret | VB 14 | NEM 7 | MAD 9 | BEL | ITA | POR | EU | JAP | AVS | -   | 0   |